# 2024–2025-ös magyar labdarúgó-bajnokság (első osztály)
A magyar labdarúgó-bajnokság első osztályának 2024–2025-ös szezonja a 123. magyar labdarúgó-bajnokság.

## Csapatváltozások a 2023–2024-es szezonhoz képest
Kiesett a másodosztályba
- Kisvárda (a 2023–2024-es NB I 11. helyezettje)
- Mezőkövesd (a 2023–2024-es NB I 12. helyezettje)

Feljutottak az első osztályba
- Nyíregyháza (a 2023–2024-es NB II 1. helyezettje)
- Győr (a 2023–2024-es NB II 2. helyezettje)

## Résztvevő csapatok

### Résztvevők és stadionjaik
| Debrecen                 | Diósgyőr | Fehérvár | Ferencváros                |
| ------------------------ | --- | --- | -------------------------- |
| Nagyerdei stadion        | DVTK-stadion | Sóstói Stadion | Groupama Aréna             |
| Férőhely: 20 340         | Férőhely: 14 655 | Férőhely: 14 201 | Férőhely: 22 000           |
|                          | | |                            |
| Győr                     | Debrecen Diósgyőr Fehérvár Kecskemét Nyíregyháza Paks Győr Puskás Akadémia Zalaegerszeg A 2024–2025-ös NB I. csapatai Ferencváros Újpest MTK A 2024–2025-ös NB I. budapesti csapatai | Debrecen Diósgyőr Fehérvár Kecskemét Nyíregyháza Paks Győr Puskás Akadémia Zalaegerszeg A 2024–2025-ös NB I. csapatai Ferencváros Újpest MTK A 2024–2025-ös NB I. budapesti csapatai | Kecskemét                  |
| ETO Park                 | Debrecen Diósgyőr Fehérvár Kecskemét Nyíregyháza Paks Győr Puskás Akadémia Zalaegerszeg A 2024–2025-ös NB I. csapatai Ferencváros Újpest MTK A 2024–2025-ös NB I. budapesti csapatai | Debrecen Diósgyőr Fehérvár Kecskemét Nyíregyháza Paks Győr Puskás Akadémia Zalaegerszeg A 2024–2025-ös NB I. csapatai Ferencváros Újpest MTK A 2024–2025-ös NB I. budapesti csapatai | Széktói Stadion            |
| Férőhely: 15 600         | Debrecen Diósgyőr Fehérvár Kecskemét Nyíregyháza Paks Győr Puskás Akadémia Zalaegerszeg A 2024–2025-ös NB I. csapatai Ferencváros Újpest MTK A 2024–2025-ös NB I. budapesti csapatai | Debrecen Diósgyőr Fehérvár Kecskemét Nyíregyháza Paks Győr Puskás Akadémia Zalaegerszeg A 2024–2025-ös NB I. csapatai Ferencváros Újpest MTK A 2024–2025-ös NB I. budapesti csapatai | Férőhely: 6300             |
|                          | Debrecen Diósgyőr Fehérvár Kecskemét Nyíregyháza Paks Győr Puskás Akadémia Zalaegerszeg A 2024–2025-ös NB I. csapatai Ferencváros Újpest MTK A 2024–2025-ös NB I. budapesti csapatai | Debrecen Diósgyőr Fehérvár Kecskemét Nyíregyháza Paks Győr Puskás Akadémia Zalaegerszeg A 2024–2025-ös NB I. csapatai Ferencváros Újpest MTK A 2024–2025-ös NB I. budapesti csapatai |                            |
| MTK                      | Debrecen Diósgyőr Fehérvár Kecskemét Nyíregyháza Paks Győr Puskás Akadémia Zalaegerszeg A 2024–2025-ös NB I. csapatai Ferencváros Újpest MTK A 2024–2025-ös NB I. budapesti csapatai | Debrecen Diósgyőr Fehérvár Kecskemét Nyíregyháza Paks Győr Puskás Akadémia Zalaegerszeg A 2024–2025-ös NB I. csapatai Ferencváros Újpest MTK A 2024–2025-ös NB I. budapesti csapatai | Nyíregyháza                |
| Hidegkuti Nándor Stadion | Debrecen Diósgyőr Fehérvár Kecskemét Nyíregyháza Paks Győr Puskás Akadémia Zalaegerszeg A 2024–2025-ös NB I. csapatai Ferencváros Újpest MTK A 2024–2025-ös NB I. budapesti csapatai | Debrecen Diósgyőr Fehérvár Kecskemét Nyíregyháza Paks Győr Puskás Akadémia Zalaegerszeg A 2024–2025-ös NB I. csapatai Ferencváros Újpest MTK A 2024–2025-ös NB I. budapesti csapatai | Nyíregyháza Városi Stadion |
| Férőhely: 5014           | Debrecen Diósgyőr Fehérvár Kecskemét Nyíregyháza Paks Győr Puskás Akadémia Zalaegerszeg A 2024–2025-ös NB I. csapatai Ferencváros Újpest MTK A 2024–2025-ös NB I. budapesti csapatai | Debrecen Diósgyőr Fehérvár Kecskemét Nyíregyháza Paks Győr Puskás Akadémia Zalaegerszeg A 2024–2025-ös NB I. csapatai Ferencváros Újpest MTK A 2024–2025-ös NB I. budapesti csapatai | Férőhely: 8 150            |
|                          | Debrecen Diósgyőr Fehérvár Kecskemét Nyíregyháza Paks Győr Puskás Akadémia Zalaegerszeg A 2024–2025-ös NB I. csapatai Ferencváros Újpest MTK A 2024–2025-ös NB I. budapesti csapatai | Debrecen Diósgyőr Fehérvár Kecskemét Nyíregyháza Paks Győr Puskás Akadémia Zalaegerszeg A 2024–2025-ös NB I. csapatai Ferencváros Újpest MTK A 2024–2025-ös NB I. budapesti csapatai |                            |
| Paks                     | Puskás Akadémia | Újpest | Zalaegerszeg               |
| Fehérvári úti stadion    | Pancho Aréna | Szusza Ferenc Stadion | ZTE Aréna                  |
| Férőhely: 6150           | Férőhely: 3816 | Férőhely: 13 501 | Férőhely: 11 200           |
|                          | | |                            |

### Csapatok adatai
| Csapat                | Elnök           | Szakmai igazgató | Vezetőedző           | Csapatkapitány   | Szerelés | Mezszponzor                  | A csapat szezonja |
| --------------------- | --------------- | ---------------- | -------------------- | ---------------- | -------- | ---------------------------- | ----------------- |
| Debreceni VSC         | Thierry Zaengel | Hayk Hovakimyan  | Nestor El Maestro    | Dzsudzsák Balázs | adidas   | Tranzit-Food, EVE, Tippmix   | részletek         |
| Diósgyőri VTK         | Sántha Gergely  | Bajúsz Endre     | Valdas Dambrauskas   | Holdampf Gergő   | 2Rule    | Hell Energy, Tippmix         | részletek         |
| Fehérvár FC           | Garancsi István | Juhász Roland    | Tímár Krisztián      | Fiola Attila     | adidas   | Tippmix                      | részletek         |
| Ferencvárosi TC       | Kubatov Gábor   | Hajnal Tamás     | Robbie Keane         | Dibusz Dénes     | Macron   | Telekom, Tippmix             | részletek         |
| Győri ETO FC          | Jan Van Daele   |                  | Borbély Balázs       | Michal Škvarka   | adidas   | Tippmix                      | részletek         |
| Kecskeméti TE         | dr. Filus Andor | Tóth Ákos        | Gera Zoltán          | Vágó Levente     | Kappa    | HÉP, Tippmix                 | részletek         |
| Nyíregyháza Spartacus | Révész Bálint   | Fekete Tivadar   | Szabó István         | Baki Ákos        | Macron   | Révész, Tippmix              | részletek         |
| MTK Budapest FC       | Zakor Sándor    | Selei András     | Horváth Dávid        | Kata Mihály      | Nike     | Prohuman, Tippmix            | részletek         |
| Paksi FC              | Bognár Péter    | Haraszti Zsolt   | Bognár György        | Szabó János      | Nike     | Tippmix                      | részletek         |
| Puskás Akadémia       | Mészáros Lőrinc | Tóth Balázs      | Hornyák Zsolt        | Szolnoki Roland  | 2Rule    | Mészáros & Mészáros, Tippmix | részletek         |
| Újpest FC             | Ratatics Péter  |                  | Damir Krznar         | Matija Ljujić    | Puma     | MOL, 11TeamSports, Tippmix   | részletek         |
| Zalaegerszegi TE FC   | Végh Gábor      | Sallói István    | ifj. Mihalecz István | Szendrei Norbert | 2Rule    | Pharos '95, Tippmix          | részletek         |

### Vezetőedző-váltások
| Csapat       | Távozott vezetőedző | A távozás indoka         | A távozás ideje     | Helyezés a tabellán | Érkezett vezetőedző  | A kinevezés ideje   | Forrás        |
| ------------ | ------------------- | ------------------------ | ------------------- | ------------------- | -------------------- | ------------------- | ------------- |
| Ferencváros  | Dejan Stankovics    | másik csapat edzője lett | 2024. május 16.     | szezon előtt        | Pascal Jansen        | 2024. június 16.    | [ 1 ] [ 2 ]   |
| Újpest       | Mészöly Géza        | lejárt a szerződése      | 2024. május 27.     | szezon előtt        | Bartosz Grzelak      | 2024. június 14.    | [ 3 ] [ 4 ]   |
| Fehérvár     | Bartosz Grzelak     | másik csapat edzője lett | 2024. június 14.    | szezon előtt        | Pető Tamás           | 2024. június 15.    | [ 5 ] [ 6 ]   |
| Debrecen     | Srđan Blagojević    |                          | 2024. augusztus 26. | 9.                  | Máté Csaba           | 2024. augusztus 30. | [ 7 ] [ 8 ]   |
| Kecskemét    | Szabó István        |                          | 2024. október 15.   | 12.                 | Gera Zoltán          | 2024. október 16.   | [ 9 ] [ 10 ]  |
| Debrecen     | Máté Csaba          |                          | 2024. október 27.   | 11.                 | Nestor El Maestro    | 2024. november 11.  | [ 11 ]        |
| Ferencváros  | Pascal Jansen       | másik csapat edzője lett | 2024. december 31.  | 2.                  | Robbie Keane         | 2025. január 6.     |               |
| Diósgyőr     | Vladimir Radenković |                          | 2025. február 19.   | .                   | Valdas Dambrauskas   | 2025. február 26.   |               |
| Nyíregyháza  | Tímár Krisztián     | sorozatos vereségek      | 2025. április 7.    | 11.                 | Szabó István         | 2025. április 8.    | [ 12 ]        |
| Fehérvár     | Pető Tamás          |                          | 2025. április 15.   | 8.                  | Tímár Krisztián      | 2025. április 15.   |               |
| Zalaegerszeg | Márton Gábor        |                          | 2025. április 23.   | 10.                 | ifj. Mihalecz István | 2025. április 23.   |               |
| Újpest FC    | Bartosz Grzelak     | gyenge teljesítmény      | 2025. május 3.      | 7.                  | Damir Krznar         | 2025. május 5.      | [ 13 ] [ 14 ] |

## Eredmények
A bajnokságban 12 csapat vesz részt, amely 33 fordulóból áll. Minden csapat három alkalommal játszik mindegyik csapattal. Az első forduló 2024. július 26-án, az utolsó forduló 2025. május 25-én lesz. A fő játéknap a szerda vagy szombat, de ettől eltérő napokon is rendeznek mérkőzéseket.
A dőlt betűvel írt számok a forduló számát jelentik.
| Hazai \ Vendég | DEB | DIO | FEH | FER | GYO | KEC | MTK | NYI | PAK | PUS | UJP | ZAL |
| -------------- | --- | --- | --- | --- | --- | --- | --- | --- | --- | --- | --- | --- |
| Debrecen       | —   | 0–1 | 1–2 | 5–4 | 2–2 | 2–2 | 2–3 | 3–1 | 0–5 | 1–2 | 1–2 | 3–1 |
| Diósgyőr       | 3–1 | —   | 1–0 | 0–2 | 0–0 | 1–0 | 0–2 | 1–2 | 2–2 | 2–1 | 1–1 | 2–1 |
| Fehérvár       | 2–0 | 3–1 | —   | 1–3 | 0–1 | 6–1 | 1–0 | 2–0 | 1–2 | 1–0 | 0–1 | 1–1 |
| Ferencváros    | 2–2 | 3–3 | 2–0 | —   | 2–2 | 1–0 | 0–0 | 2–1 | 0–2 | 3–0 | 1–0 | 1–0 |
| Győr           | 0–3 | 3–4 | 3–1 | 1–1 | —   | 1–2 | 1–2 | 1–1 | 2–1 | 0–2 | 3–0 | 2–0 |
| Kecskemét      | 1–1 | 0–0 | 0–0 | 0–1 | 2–1 | —   | 5–0 | 0–2 | 2–2 | 0–3 | 1–3 | 1–0 |
| MTK            | 0–2 | 4–0 | 3–2 | 1–3 | 2–2 | 3–1 | —   | 3–0 | 3–1 | 0–1 | 4–1 | 1–1 |
| Nyíregyháza    | 3–2 | 0–2 | 3–3 | 0–1 | 2–1 | 0–0 | 2–0 | —   | 4–2 | 0–3 | 0–0 | 1–1 |
| Paks           | 4–3 | 3–4 | 2–0 | 3–1 | 1–1 | 1–0 | 4–2 | 2–1 | —   | 2–1 | 2–1 | 2–2 |
| Puskás Ak.     | 1–0 | 1–1 | 3–0 | 1–0 | 0–3 | 4–2 | 1–0 | 3–1 | 3–1 | —   | 1–1 | 2–1 |
| Újpest         | 3–0 | 0–0 | 4–1 | 0–0 | 0–0 | 1–1 | 1–2 | 1–0 | 0–0 | 1–2 | —   | 1–2 |
| Zalaegerszeg   | 2–1 | 2–1 | 0–1 | 2–2 | 1–2 | 2–1 | 0–1 | 0–0 | 3–1 | 4–2 | 0–2 | —   |

| Hazai \ Vendég | DEB | DIO | FEH | FER | GYO | KEC | MTK | NYI | PAK | PUS | UJP | ZAL |
| -------------- | --- | --- | --- | --- | --- | --- | --- | --- | --- | --- | --- | --- |
| Debrecen       | —   | 4–1 | —   | 0–1 | —   | —   | 0–0 | —   | 0–0 | —   | —   | 4–3 |
| Diósgyőr       | —   | —   | —   | 1–1 | 2–4 | 2–1 | 2–1 | —   | 0–2 | —   | —   | 1–1 |
| Fehérvár       | 0–3 | 0–0 | —   | —   | —   | —   | 1–1 | —   | 0–2 | —   | —   | 0–2 |
| Ferencváros    | —   | —   | 3–0 | —   | —   | 4–0 | —   | 7–0 | —   | 1–1 | 2–0 | —   |
| Győr           | 0–0 | —   | 1–0 | 1–2 | —   | —   | 2–1 | —   | 2–0 | 2–0 | —   | —   |
| Kecskemét      | 1–3 | —   | 2–2 | —   | 1–1 | —   | —   | 2–2 | —   | 0–1 | 0–0 | —   |
| MTK            | —   | —   | —   | 2–3 | —   | 2–1 | —   | 3–0 | 1–2 | —   | 1–3 | —   |
| Nyíregyháza    | 1–0 | 1–0 | 1–0 | —   | 0–1 | —   | —   | —   | —   | 0–2 | —   | 0–0 |
| Paks           | —   | —   | —   | 2–3 | —   | 1–1 | —   | 2–0 | —   | 2–2 | 6–1 | —   |
| Puskás Ak.     | 4–2 | 4–3 | 3–1 | —   | —   | —   | 1–1 | —   | —   | —   | —   | 2–1 |
| Újpest         | 2–1 | 1–1 | 2–2 | —   | 2–3 | —   | —   | 2–2 | —   | 1–1 | —   | —   |
| Zalaegerszeg   | —   | —   | —   | 0–2 | 0–0 | 0–0 | 1–1 | —   | 1–1 | —   | 0–0 | —   |

### Eredmények fordulónként
| Csapat ╲ Forduló | 1        | 2 | 3  | 4  | 5  | 6  | 7  | 8  | 9  | 10 | 11 | 12 | 13 | 14 | 15 | 16 | 17 | 18 | 19 | 20 | 21 | 22 | 23 | 24 | 25 | 26 | 27 | 28 | 29 | 30 | 31 | 32 | 33 |   |
| ---------------- | -------- | - | -- | -- | -- | -- | -- | -- | -- | -- | -- | -- | -- | -- | -- | -- | -- | -- | -- | -- | -- | -- | -- | -- | -- | -- | -- | -- | -- | -- | -- | -- | -- | - |
| Csapat ╲ Forduló | Debrecen | G | D  | V  | V  | G  | V  | V  | V  | V  | V  | D  | D  | D  | V  | G  | V  | V  | G  | G  | V  | V  | V  | V  | D  | G  | G  | V  | G  | V  | D  | V  | D  | G |
| Diósgyőr         | D        | V | V  | G  | G  | D  | D  | G  | G  | V  | D  | G  | G  | D  | G  | D  | G  | D  | V  | V  | V  | G  | V  | D  | D  | V  | G  | V  | D  | D  | V  | G  | V  |   |
| Fehérvár         | D        | G | V  | D  | D  | G  | V  | V  | V  | V  | G  | G  | V  | V  | G  | G  | V  | G  | V  | V  | V  | G  | D  | D  | D  | V  | V  | D  | V  | V  | V  | V  | V  |   |
| Ferencváros      | V        | G | G  | G  | D  | G  | G  | G  | V  | G  | D  | D  | G  | D  | D  | G  | G  | D  | V  | V  | G  | D  | G  | G  | D  | G  | G  | G  | G  | D  | G  | G  | G  |   |
| Győr             | V        | V | V  | V  | V  | D  | G  | D  | G  | G  | D  | D  | D  | D  | V  | G  | V  | D  | G  | G  | G  | D  | G  | D  | G  | D  | G  | G  | G  | G  | G  | D  | V  |   |
| Kecskemét        | 8        | 8 | 10 | 6  | 10 | 10 | 11 | 11 | 12 | 12 | 12 | 12 | 12 | 12 | 12 | 12 | 12 | 12 | 12 | 12 | 12 | 12 | 12 | 11 | 12 | 12 | 12 | 12 | 12 | 12 | 12 | 12 | 12 |   |
| MTK              | 4        | 2 | 1  | 2  | 2  | 3  | 3  | 3  | 3  | 3  | 2  | 2  | 3  | 3  | 3  | 5  | 4  | 4  | 5  | 5  | 4  | 4  | 4  | 4  | 4  | 4  | 4  | 5  | 5  | 5  | 5  | 5  | 5  |   |
| Nyíregyháza      | 2        | 7 | 9  | 11 | 11 | 11 | 10 | 8  | 8  | 9  | 9  | 9  | 8  | 8  | 8  | 8  | 8  | 9  | 11 | 10 | 10 | 10 | 10 | 10 | 10 | 11 | 10 | 11 | 9  | 9  | 8  | 8  | D  |   |
| Paks             | 6        | 5 | 5  | 5  | 5  | 5  | 6  | 4  | 4  | 4  | 4  | 4  | 4  | 4  | 5  | 3  | 5  | 5  | 3  | 3  | 3  | 3  | 3  | 3  | 3  | 3  | 3  | 3  | 3  | 3  | 3  | 3  | 3  |   |
| Puskás Ak.       | G        | G | G  | G  | V  | G  | V  | G  | G  | D  | D  | V  | G  | G  | G  | V  | G  | V  | G  | G  | G  | V  | D  | G  | G  | D  | V  | D  | G  | D  | G  | G  | G  |   |
| Újpest           | V        | V | G  | V  | G  | G  | D  | D  | G  | G  | V  | D  | D  | G  | D  | G  | D  | D  | V  | V  | D  | V  | D  | V  | D  | V  | G  | D  | D  | V  | D  | D  | G  |   |
| Zalaegerszeg     | V        | V | G  | D  | D  | V  | G  | V  | V  | V  | D  | D  | G  | D  | V  | V  | G  | V  | G  | G  | V  | D  | D  | V  | D  | D  | V  | V  | D  | D  | D  | D  | D  |   |

## Mérkőzések
A menetrend sorsolását 2024. június 20-án tartották.
| 1. forduló, hivatalos játéknap: 2024. július 27. | 1. forduló, hivatalos játéknap: 2024. július 27. | 1. forduló, hivatalos játéknap: 2024. július 27. |
| Hazai                                            | Eredmény                                         | Vendég                                           |
| ------------------------------------------------ | ------------------------------------------------ | ------------------------------------------------ |
| Zalaegerszeg                                     | 0–1                                              | MTK                                              |
| Nyíregyháza                                      | 2–1                                              | Győr                                             |
| Újpest                                           | 1–2                                              | Puskás Akadémia                                  |
| Diósgyőr                                         | 2–2                                              | Paks                                             |
| Kecskemét                                        | 0–0                                              | Fehérvár                                         |
| Debrecen                                         | 5–4                                              | Ferencváros                                      |

| 2. forduló, hivatalos játéknap: 2024. augusztus 3. | 2. forduló, hivatalos játéknap: 2024. augusztus 3. | 2. forduló, hivatalos játéknap: 2024. augusztus 3. |
| Hazai                                              | Eredmény                                           | Vendég                                             |
| -------------------------------------------------- | -------------------------------------------------- | -------------------------------------------------- |
| Győr                                               | 0–3                                                | Debrecen                                           |
| Fehérvár                                           | 3–1                                                | Diósgyőr                                           |
| Ferencváros                                        | 1–0                                                | Kecskemét                                          |
| MTK                                                | 3–0                                                | Nyíregyháza                                        |
| Paks                                               | 2–1                                                | Újpest                                             |
| Puskás Akadémia                                    | 2–1                                                | Zalaegerszeg                                       |

| 3. forduló, hivatalos játéknap: 2024. augusztus 10. | 3. forduló, hivatalos játéknap: 2024. augusztus 10. | 3. forduló, hivatalos játéknap: 2024. augusztus 10. |
| Hazai                                               | Eredmény                                            | Vendég                                              |
| --------------------------------------------------- | --------------------------------------------------- | --------------------------------------------------- |
| Kecskemét                                           | 1–1                                                 | Debrecen                                            |
| Diósgyőr                                            | 0–2                                                 | Ferencváros                                         |
| Zalaegerszeg                                        | 3–1                                                 | Paks                                                |
| Győr                                                | 1–2                                                 | MTK                                                 |
| Újpest                                              | 4–1                                                 | Fehérvár                                            |
| Puskás Akadémia                                     | 3–1                                                 | Nyíregyháza                                         |

| 4. forduló, hivatalos játéknap: 2024. augusztus 17. | 4. forduló, hivatalos játéknap: 2024. augusztus 17. | 4. forduló, hivatalos játéknap: 2024. augusztus 17. |
| Hazai                                               | Eredmény                                            | Vendég                                              |
| --------------------------------------------------- | --------------------------------------------------- | --------------------------------------------------- |
| Kecskemét                                           | 2–1                                                 | Győr                                                |
| Debrecen                                            | 0–1                                                 | Diósgyőr                                            |
| Ferencváros                                         | 1–0                                                 | Újpest                                              |
| Fehérvár                                            | 1–1                                                 | Zalaegerszeg                                        |
| Paks                                                | 2–1                                                 | Nyíregyháza                                         |
| Puskás Akadémia                                     | 1–0                                                 | MTK                                                 |

| 5. forduló, hivatalos játéknap: 2024. augusztus 24. | 5. forduló, hivatalos játéknap: 2024. augusztus 24. | 5. forduló, hivatalos játéknap: 2024. augusztus 24. |
| Hazai                                               | Eredmény                                            | Vendég                                              |
| --------------------------------------------------- | --------------------------------------------------- | --------------------------------------------------- |
| Újpest                                              | 3–0                                                 | Debrecen                                            |
| Diósgyőr                                            | 1–0                                                 | Kecskemét                                           |
| Nyíregyháza                                         | 3–3                                                 | Fehérvár                                            |
| MTK                                                 | 3–1                                                 | Paks                                                |
| Győr                                                | 0–2                                                 | Puskás Akadémia                                     |
| Zalaegerszeg                                        | 2–2                                                 | Ferencváros                                         |

| 6. forduló, hivatalos játéknap: 2024. augusztus 31. | 6. forduló, hivatalos játéknap: 2024. augusztus 31. | 6. forduló, hivatalos játéknap: 2024. augusztus 31. |
| Hazai                                               | Eredmény                                            | Vendég                                              |
| --------------------------------------------------- | --------------------------------------------------- | --------------------------------------------------- |
| Fehérvár                                            | 1–0                                                 | MTK                                                 |
| Debrecen                                            | 3–1                                                 | Zalaegerszeg                                        |
| Diósgyőr                                            | 0–0                                                 | Győr                                                |
| Kecskemét                                           | 1–3                                                 | Újpest                                              |
| Paks                                                | 2–1                                                 | Puskás Akadémia                                     |
| Ferencváros                                         | 2–1                                                 | Nyíregyháza                                         |

| 7. forduló, hivatalos játéknap: 2024. szeptember 21. | 7. forduló, hivatalos játéknap: 2024. szeptember 21. | 7. forduló, hivatalos játéknap: 2024. szeptember 21. |
| Hazai                                                | Eredmény                                             | Vendég                                               |
| ---------------------------------------------------- | ---------------------------------------------------- | ---------------------------------------------------- |
| MTK                                                  | 1–3                                                  | Ferencváros                                          |
| Zalaegerszeg                                         | 2–1                                                  | Kecskemét                                            |
| Újpest                                               | 0–0                                                  | Diósgyőr                                             |
| Nyíregyháza                                          | 3–2                                                  | Debrecen                                             |
| Puskás Akadémia                                      | 3–0                                                  | Fehérvár                                             |
| Győr                                                 | 2–1                                                  | Paks                                                 |

| 8. forduló, hivatalos játéknap: 2024. szeptember 28. | 8. forduló, hivatalos játéknap: 2024. szeptember 28. | 8. forduló, hivatalos játéknap: 2024. szeptember 28. |
| Hazai                                                | Eredmény                                             | Vendég                                               |
| ---------------------------------------------------- | ---------------------------------------------------- | ---------------------------------------------------- |
| Újpest                                               | 0–0                                                  | Győr                                                 |
| Diósgyőr                                             | 2–1                                                  | Zalaegerszeg                                         |
| Kecskemét                                            | 0–2                                                  | Nyíregyháza                                          |
| Debrecen                                             | 2–3                                                  | MTK                                                  |
| Fehérvár                                             | 1–2                                                  | Paks                                                 |
| Ferencváros                                          | 3–0                                                  | Puskás Akadémia                                      |

| 9. forduló, hivatalos játéknap: 2024. október 5. | 9. forduló, hivatalos játéknap: 2024. október 5. | 9. forduló, hivatalos játéknap: 2024. október 5. |
| Hazai                                            | Eredmény                                         | Vendég                                           |
| ------------------------------------------------ | ------------------------------------------------ | ------------------------------------------------ |
| Nyíregyháza                                      | 0–2                                              | Diósgyőr                                         |
| Zalaegerszeg                                     | 0–2                                              | Újpest                                           |
| Paks                                             | 3–1                                              | Ferencváros                                      |
| Puskás Akadémia                                  | 1–0                                              | Debrecen                                         |
| MTK                                              | 3–1                                              | Kecskemét                                        |
| Győr                                             | 3–1                                              | Fehérvár                                         |

| 10. forduló, hivatalos játéknap: 2024. október 19. | 10. forduló, hivatalos játéknap: 2024. október 19. | 10. forduló, hivatalos játéknap: 2024. október 19. |
| Hazai                                              | Eredmény                                           | Vendég                                             |
| -------------------------------------------------- | -------------------------------------------------- | -------------------------------------------------- |
| Zalaegerszeg                                       | 1–2                                                | Győr                                               |
| Újpest                                             | 1–0                                                | Nyíregyháza                                        |
| Diósgyőr                                           | 0–2                                                | MTK                                                |
| Kecskemét                                          | 0–3                                                | Puskás Akadémia                                    |
| Debrecen                                           | 0–5                                                | Paks                                               |
| Ferencváros                                        | 2–0                                                | Fehérvár                                           |

| 11. forduló, hivatalos játéknap: 2024. október 26. | 11. forduló, hivatalos játéknap: 2024. október 26. | 11. forduló, hivatalos játéknap: 2024. október 26. |
| Hazai                                              | Eredmény                                           | Vendég                                             |
| -------------------------------------------------- | -------------------------------------------------- | -------------------------------------------------- |
| Nyíregyháza                                        | 1–1                                                | Zalaegerszeg                                       |
| Fehérvár                                           | 2–0                                                | Debrecen                                           |
| Paks                                               | 1–0                                                | Kecskemét                                          |
| Puskás Akadémia                                    | 1–1                                                | Diósgyőr                                           |
| MTK                                                | 4–1                                                | Újpest                                             |
| Győr                                               | 1–1                                                | Ferencváros                                        |

| 12. forduló, hivatalos játéknap: 2024. november 2. | 12. forduló, hivatalos játéknap: 2024. november 2. | 12. forduló, hivatalos játéknap: 2024. november 2. |
| Hazai                                              | Eredmény                                           | Vendég                                             |
| -------------------------------------------------- | -------------------------------------------------- | -------------------------------------------------- |
| Győr                                               | 1–1                                                | Nyíregyháza                                        |
| MTK                                                | 1–1                                                | Zalaegerszeg                                       |
| Puskás Akadémia                                    | 1–1                                                | Újpest                                             |
| Paks                                               | 3–4                                                | Diósgyőr                                           |
| Fehérvár                                           | 6–1                                                | Kecskemét                                          |
| Ferencváros                                        | 2–2                                                | Debrecen                                           |

| 13. forduló, hivatalos játéknap: 2024. november 9. | 13. forduló, hivatalos játéknap: 2024. november 9. | 13. forduló, hivatalos játéknap: 2024. november 9. |
| Hazai                                              | Eredmény                                           | Vendég                                             |
| -------------------------------------------------- | -------------------------------------------------- | -------------------------------------------------- |
| Kecskemét                                          | 0–1                                                | Ferencváros                                        |
| Diósgyőr                                           | 1–0                                                | Fehérvár                                           |
| Újpest                                             | 0–0                                                | Paks                                               |
| Zalaegerszeg                                       | 4–2                                                | Puskás Akadémia                                    |
| Nyíregyháza                                        | 2–0                                                | MTK                                                |
| Debrecen                                           | 2–2                                                | Győr                                               |

| 14. forduló, hivatalos játéknap: 2024. november 23. | 14. forduló, hivatalos játéknap: 2024. november 23. | 14. forduló, hivatalos játéknap: 2024. november 23. |
| Hazai                                               | Eredmény                                            | Vendég                                              |
| --------------------------------------------------- | --------------------------------------------------- | --------------------------------------------------- |
| Nyíregyháza                                         | 0–3                                                 | Puskás Akadémia                                     |
| Paks                                                | 2–2                                                 | Zalaegerszeg                                        |
| Fehérvár                                            | 0–1                                                 | Újpest                                              |
| Ferencváros                                         | 3–3                                                 | Diósgyőr                                            |
| Debrecen                                            | 2–2                                                 | Kecskemét                                           |
| MTK                                                 | 2–2                                                 | Győr                                                |

| 15. forduló, hivatalos játéknap: 2024. november 30. | 15. forduló, hivatalos játéknap: 2024. november 30. | 15. forduló, hivatalos játéknap: 2024. november 30. |
| Hazai                                               | Eredmény                                            | Vendég                                              |
| --------------------------------------------------- | --------------------------------------------------- | --------------------------------------------------- |
| Győr                                                | 1–2                                                 | Kecskemét                                           |
| Diósgyőr                                            | 3–1                                                 | Debrecen                                            |
| Újpest                                              | 0–0                                                 | Ferencváros                                         |
| Zalaegerszeg                                        | 0–1                                                 | Fehérvár                                            |
| Nyíregyháza                                         | 4–2                                                 | Paks                                                |
| MTK                                                 | 0–1                                                 | Puskás Akadémia                                     |

| 16. forduló, hivatalos játéknap: 2024. december 7. | 16. forduló, hivatalos játéknap: 2024. december 7. | 16. forduló, hivatalos játéknap: 2024. december 7. |
| Hazai                                              | Eredmény                                           | Vendég                                             |
| -------------------------------------------------- | -------------------------------------------------- | -------------------------------------------------- |
| Fehérvár                                           | 2–0                                                | Nyíregyháza                                        |
| Ferencváros                                        | 1–0                                                | Zalaegerszeg                                       |
| Debrecen                                           | 1–2                                                | Újpest                                             |
| Kecskemét                                          | 0–0                                                | Diósgyőr                                           |
| Paks                                               | 4–2                                                | MTK                                                |
| Puskás Akadémia                                    | 0–3                                                | Győr                                               |

| 17. forduló, hivatalos játéknap: 2024. december 14. | 17. forduló, hivatalos játéknap: 2024. december 14. | 17. forduló, hivatalos játéknap: 2024. december 14. |
| Hazai                                               | Eredmény                                            | Vendég                                              |
| --------------------------------------------------- | --------------------------------------------------- | --------------------------------------------------- |
| Győr                                                | 3–4                                                 | Diósgyőr                                            |
| Újpest                                              | 1–1                                                 | Kecskemét                                           |
| Zalaegerszeg                                        | 2–1                                                 | Debrecen                                            |
| Nyíregyháza                                         | 0–1                                                 | Ferencváros                                         |
| MTK                                                 | 3–2                                                 | Fehérvár                                            |
| Puskás Akadémia                                     | 3–1                                                 | Paks                                                |

| 18. forduló, hivatalos játéknap: 2025. február 1. | 18. forduló, hivatalos játéknap: 2025. február 1. | 18. forduló, hivatalos játéknap: 2025. február 1. |
| Hazai                                             | Eredmény                                          | Vendég                                            |
| ------------------------------------------------- | ------------------------------------------------- | ------------------------------------------------- |
| Debrecen                                          | 3–1                                               | Nyíregyháza                                       |
| Kecskemét                                         | 1–0                                               | Zalaegerszeg                                      |
| Diósgyőr                                          | 1–1                                               | Újpest                                            |
| Fehérvár                                          | 1–0                                               | Puskás Akadémia                                   |
| Ferencváros                                       | 0–0                                               | MTK                                               |
| Paks                                              | 1–1                                               | Győr                                              |

| 19. forduló, hivatalos játéknap: 2025. február 8. | 19. forduló, hivatalos játéknap: 2025. február 8. | 19. forduló, hivatalos játéknap: 2025. február 8. |
| Hazai                                             | Eredmény                                          | Vendég                                            |
| ------------------------------------------------- | ------------------------------------------------- | ------------------------------------------------- |
| Győr                                              | 3–0                                               | Újpest                                            |
| Zalaegerszeg                                      | 2–1                                               | Diósgyőr                                          |
| Nyíregyháza                                       | 0–0                                               | Kecskemét                                         |
| MTK                                               | 0–2                                               | Debrecen                                          |
| Puskás Akadémia                                   | 1–0                                               | Ferencváros                                       |
| Paks                                              | 2–0                                               | Fehérvár                                          |

| 20. forduló, hivatalos játéknap: 2025. február 15. | 20. forduló, hivatalos játéknap: 2025. február 15. | 20. forduló, hivatalos játéknap: 2025. február 15. |
| Hazai                                              | Eredmény                                           | Vendég                                             |
| -------------------------------------------------- | -------------------------------------------------- | -------------------------------------------------- |
| Diósgyőr                                           | 1–2                                                | Nyíregyháza                                        |
| Újpest                                             | 1–2                                                | Zalaegerszeg                                       |
| Ferencváros                                        | 0–2                                                | Paks                                               |
| Debrecen                                           | 1–2                                                | Puskás Akadémia                                    |
| Kecskemét                                          | 5–0                                                | MTK                                                |
| Fehérvár                                           | 0–1                                                | Győr                                               |

| 21. forduló, hivatalos játéknap: 2025. február 22. | 21. forduló, hivatalos játéknap: 2025. február 22. | 21. forduló, hivatalos játéknap: 2025. február 22. |
| Hazai                                              | Eredmény                                           | Vendég                                             |
| -------------------------------------------------- | -------------------------------------------------- | -------------------------------------------------- |
| Győr                                               | 2–0                                                | Zalaegerszeg                                       |
| Nyíregyháza                                        | 0–0                                                | Újpest                                             |
| MTK                                                | 4–0                                                | Diósgyőr                                           |
| Puskás Akadémia                                    | 4–2                                                | Kecskemét                                          |
| Paks                                               | 4–3                                                | Debrecen                                           |
| Fehérvár                                           | 1–3                                                | Ferencváros                                        |

| 22. forduló, hivatalos játéknap: 2025. március 1. | 22. forduló, hivatalos játéknap: 2025. március 1. | 22. forduló, hivatalos játéknap: 2025. március 1. |
| Hazai                                             | Eredmény                                          | Vendég                                            |
| ------------------------------------------------- | ------------------------------------------------- | ------------------------------------------------- |
| Zalaegerszeg                                      | 0–0                                               | Nyíregyháza                                       |
| Debrecen                                          | 1–2                                               | Fehérvár                                          |
| Kecskemét                                         | 2–2                                               | Paks                                              |
| Diósgyőr                                          | 2–1                                               | Puskás Akadémia                                   |
| Újpest                                            | 1–5                                               | MTK                                               |
| Ferencváros                                       | 2–2                                               | Győr                                              |

| 23. forduló, hivatalos játéknap: 2025. március 8. | 23. forduló, hivatalos játéknap: 2025. március 8. | 23. forduló, hivatalos játéknap: 2025. március 8. |
| Hazai                                             | Eredmény                                          | Vendég                                            |
| ------------------------------------------------- | ------------------------------------------------- | ------------------------------------------------- |
| Nyíregyháza                                       | 0–1                                               | Győr                                              |
| Zalaegerszeg                                      | 1–1                                               | MTK                                               |
| Újpest                                            | 1–1                                               | Puskás Akadémia                                   |
| Diósgyőr                                          | 0–2                                               | Paks                                              |
| Kecskemét                                         | 2–2                                               | Fehérvár                                          |
| Debrecen                                          | 0–1                                               | Ferencváros                                       |

| 24. forduló, hivatalos játéknap: 2025. március 15. | 24. forduló, hivatalos játéknap: 2025. március 15. | 24. forduló, hivatalos játéknap: 2025. március 15. |
| Hazai                                              | Eredmény                                           | Vendég                                             |
| -------------------------------------------------- | -------------------------------------------------- | -------------------------------------------------- |
| Ferencváros                                        | 4–0                                                | Kecskemét                                          |
| Fehérvár                                           | 0–0                                                | Diósgyőr                                           |
| Paks                                               | 6–1                                                | Újpest                                             |
| Puskás Akadémia                                    | 2–1                                                | Zalaegerszeg                                       |
| MTK                                                | 3–0                                                | Nyíregyháza                                        |
| Győr                                               | 0–0                                                | Debrecen                                           |

| 25. forduló, hivatalos játéknap: 2025. március 29. | 25. forduló, hivatalos játéknap: 2025. március 29. | 25. forduló, hivatalos játéknap: 2025. március 29. |
| Hazai                                              | Eredmény                                           | Vendég                                             |
| -------------------------------------------------- | -------------------------------------------------- | -------------------------------------------------- |
| Nyíregyháza                                        | 0–2                                                | Puskás Akadémia                                    |
| Zalaegerszeg                                       | 1–1                                                | Paks                                               |
| Újpest                                             | 2–2                                                | Fehérvár                                           |
| Diósgyőr                                           | 1–1                                                | Ferencváros                                        |
| Kecskemét                                          | 1–3                                                | Debrecen                                           |
| Győr                                               | 2–1                                                | MTK                                                |

| 26. forduló, hivatalos játéknap: 2025. április 5. | 26. forduló, hivatalos játéknap: 2025. április 5. | 26. forduló, hivatalos játéknap: 2025. április 5. |
| Hazai                                             | Eredmény                                          | Vendég                                            |
| ------------------------------------------------- | ------------------------------------------------- | ------------------------------------------------- |
| Kecskemét                                         | 1–1                                               | Győr                                              |
| Debrecen                                          | 4–1                                               | Diósgyőr                                          |
| Ferencváros                                       | 2–0                                               | Újpest                                            |
| Fehérvár                                          | 0–2                                               | Zalaegerszeg                                      |
| Paks                                              | 2–0                                               | Nyíregyháza                                       |
| Puskás Akadémia                                   | 1–1                                               | MTK                                               |

| 27. forduló, hivatalos játéknap: 2025. április 12. | 27. forduló, hivatalos játéknap: 2025. április 12. | 27. forduló, hivatalos játéknap: 2025. április 12. |
| Hazai                                              | Eredmény                                           | Vendég                                             |
| -------------------------------------------------- | -------------------------------------------------- | -------------------------------------------------- |
| Nyíregyháza                                        | 1–0                                                | Fehérvár                                           |
| Zalaegerszeg                                       | 0–2                                                | Ferencváros                                        |
| Újpest                                             | 2–1                                                | Debrecen                                           |
| Diósgyőr                                           | 2–1                                                | Kecskemét                                          |
| MTK                                                | 1–2                                                | Paks                                               |
| Győr                                               | 2–0                                                | Puskás Akadémia                                    |

| 28. forduló, hivatalos játéknap: 2025. április 19. | 28. forduló, hivatalos játéknap: 2025. április 19. | 28. forduló, hivatalos játéknap: 2025. április 19. |
| Hazai                                              | Eredmény                                           | Vendég                                             |
| -------------------------------------------------- | -------------------------------------------------- | -------------------------------------------------- |
| Diósgyőr                                           | 2–4                                                | Győr                                               |
| Kecskemét                                          | 0–0                                                | Újpest                                             |
| Debrecen                                           | 4–3                                                | Zalaegerszeg                                       |
| Ferencváros                                        | 7–0                                                | Nyíregyháza                                        |
| Fehérvár                                           | 1–1                                                | MTK                                                |
| Paks                                               | 2–2                                                | Puskás Akadémia                                    |

| 29. forduló, hivatalos játéknap: 2025. április 26. | 29. forduló, hivatalos játéknap: 2025. április 26. | 29. forduló, hivatalos játéknap: 2025. április 26. |
| Hazai                                              | Eredmény                                           | Vendég                                             |
| -------------------------------------------------- | -------------------------------------------------- | -------------------------------------------------- |
| Nyíregyháza                                        | 1–0                                                | Debrecen                                           |
| Zalaegerszeg                                       | 0–0                                                | Kecskemét                                          |
| Újpest                                             | 1–1                                                | Diósgyőr                                           |
| Puskás Akadémia                                    | 3–1                                                | Fehérvár                                           |
| MTK                                                | 2–3                                                | Ferencváros                                        |
| Győr                                               | 2–0                                                | Paks                                               |

| 30. forduló, hivatalos játéknap: 2025. május 3. | 30. forduló, hivatalos játéknap: 2025. május 3. | 30. forduló, hivatalos játéknap: 2025. május 3. |
| Hazai                                           | Eredmény                                        | Vendég                                          |
| ----------------------------------------------- | ----------------------------------------------- | ----------------------------------------------- |
| Újpest                                          | 2–3                                             | Győr                                            |
| Diósgyőr                                        | 1–1                                             | Zalaegerszeg                                    |
| Kecskemét                                       | 2–2                                             | Nyíregyháza                                     |
| Debrecen                                        | 0–0                                             | MTK                                             |
| Ferencváros                                     | 1–1                                             | Puskás Akadémia                                 |
| Fehérvár                                        | 0–2                                             | Paks                                            |

| 31. forduló, hivatalos játéknap: 2025. május 10. | 31. forduló, hivatalos játéknap: 2025. május 10. | 31. forduló, hivatalos játéknap: 2025. május 10. |
| Hazai                                            | Eredmény                                         | Vendég                                           |
| ------------------------------------------------ | ------------------------------------------------ | ------------------------------------------------ |
| Nyíregyháza                                      | 1–0                                              | Diósgyőr                                         |
| Zalaegerszeg                                     | 0–0                                              | Újpest                                           |
| Paks                                             | 2–3                                              | Ferencváros                                      |
| Puskás Akadémia                                  | 4–2                                              | Debrecen                                         |
| MTK                                              | 2–1                                              | Kecskemét                                        |
| Győr                                             | 1–0                                              | Fehérvár                                         |

| 32. forduló, hivatalos játéknap: 2025. május 17. | 32. forduló, hivatalos játéknap: 2025. május 17. | 32. forduló, hivatalos játéknap: 2025. május 17. |
| Hazai                                            | Eredmény                                         | Vendég                                           |
| ------------------------------------------------ | ------------------------------------------------ | ------------------------------------------------ |
| Zalaegerszeg                                     | 0–0                                              | Győr                                             |
| Újpest                                           | 2–2                                              | Nyíregyháza                                      |
| Diósgyőr                                         | 2–1                                              | MTK                                              |
| Kecskemét                                        | 0–1                                              | Puskás Akadémia                                  |
| Debrecen                                         | 0–0                                              | Paks                                             |
| Ferencváros                                      | 3–0                                              | Fehérvár                                         |

| 33. forduló, hivatalos játéknap: 2025. május 24. | 33. forduló, hivatalos játéknap: 2025. május 24. | 33. forduló, hivatalos játéknap: 2025. május 24. |
| Hazai                                            | Eredmény                                         | Vendég                                           |
| ------------------------------------------------ | ------------------------------------------------ | ------------------------------------------------ |
| Nyíregyháza                                      | 0–0                                              | Zalaegerszeg                                     |
| Fehérvár                                         | 0–3                                              | Debrecen                                         |
| Paks                                             | 1–1                                              | Kecskemét                                        |
| Puskás Akadémia                                  | 4–3                                              | Diósgyőr                                         |
| MTK                                              | 1–3                                              | Újpest                                           |
| Győr                                             | 1–2                                              | Ferencváros                                      |

## Nemzetközi kupaszereplés
Az eredmények minden esetben a magyar csapatok szemszögéből értendőek.
(o) – otthon játszott, (i) – idegenben játszott mérkőzés, h.u. – hosszabbítás után, t: – tizenegyesekkel
| Csapat          | Kiírás           | Forduló                     | Ellenfél            | 1. mérk. | 2. mérk.         | Össz. |
| --------------- | ---------------- | --------------------------- | ------------------- | -------- | ---------------- | ----- |
| Ferencváros     | Bajnokok Ligája  | 2. selejtezőkör             | The New Saints      | 5–0 (o)  | 2–1 (i)          | 7–1   |
| Ferencváros     | Bajnokok Ligája  | 3. selejtezőkör             | Midtjylland         | 0–2 (i)  | 1–1 (o)          | 1–3   |
| Ferencváros     | Európa-liga      | Rájátszás az alapszakaszért | Banja Luka          | 0–0 (o)  | 1–1 (t. 3–2) (i) | 1–1   |
| Ferencváros     | Európa-liga      | Alapszakasz                 | Anderlecht          | 1–2 (i)  |                  |       |
| Ferencváros     | Európa-liga      | Alapszakasz                 | Tottenham Hotspur   | 1–2 (o)  |                  |       |
| Ferencváros     | Európa-liga      | Alapszakasz                 | Nice                | 1–0 (o)  |                  |       |
| Ferencváros     | Európa-liga      | Alapszakasz                 | Dinamo Kijiv        | 4–0 (i)  |                  |       |
| Ferencváros     | Európa-liga      | Alapszakasz                 | Malmö               | 4–1 (o)  |                  |       |
| Ferencváros     | Európa-liga      | Alapszakasz                 | PAÓK                | 0–5 (i)  |                  |       |
| Ferencváros     | Európa-liga      | Alapszakasz                 | Eintracht Frankfurt | 0–2 (i)  |                  |       |
| Ferencváros     | Európa-liga      | Alapszakasz                 | AZ Alkmaar          | 4–3 (o)  |                  |       |
| Ferencváros     | Európa-liga      | Rájátszás a nyolcaddöntőért | Viktoria Plzeň      | 1–0 (o)  | 0–3 (i)          | 1–3   |
| Paks            | Európa-liga      | 1. selejtezőkör             | Corvinul Hunedoara  | 0–4 (o)  | 2–0 (i)          | 2–4   |
| Paks            | Konferencia Liga | 2. selejtezőkör             | AÉK Lárnakasz       | 3–0 (o)  | 2–0 (i)          | 5–0   |
| Paks            | Konferencia Liga | 3. selejtezőkör             | Mornar              | 3–0 (o)  | 2–2 (i)          | 5–2   |
| Paks            | Konferencia Liga | Rájátszás a csoportkörért   | Mladá Boleslav      | 2–2 (i)  | 0–3 (o)          | 2–5   |
| Puskás Akadémia | Konferencia Liga | 2. selejtezőkör             | Dnyipro             | 3–0 (i)  | 3–0 (o)          | 6–0   |
| Puskás Akadémia | Konferencia Liga | 3. selejtezőkör             | Ararat              | 1–0 (i)  | 3–3 (o)          | 4–3   |
| Puskás Akadémia | Konferencia Liga | Rájátszás a csoportkörért   | Fiorentina          | 3–3 (i)  | 1–1 (t. 4–5) (o) | 4–4   |
| Fehérvár        | Konferencia Liga | 2. selejtezőkör             | Sumqayıt            | 2–1 (i)  | 0–0 (o)          | 2–1   |
| Fehérvár        | Konferencia Liga | 3. selejtezőkör             | Omónia              | 0–1 (i)  | 0–2 (o)          | 0–3   |

A szezon során a magyar klubcsapatok az alábbi eredményeket érték el:
| Csapat          | SGY | SD | SV | GY | D | V | Bónusz | Pont   | Átlag |
| --------------- | --- | -- | -- | -- | - | - | ------ | ------ | ----- |
| Ferencváros     | 2   | 3  | 1  | 5  | 0 | 5 | 2,000  | 15,500 |       |
| Paks            | 4   | 2  | 2  | —  | — | — | 0,000  | 05,000 |       |
| Puskás Akadémia | 3   | 3  | 0  | —  | — | — | 0,000  | 04,500 |       |
| Fehérvár        | 1   | 1  | 2  | —  | — | — | 0,000  | 01,500 |       |
| Összesen        | 10  | 9  | 5  | 5  | 0 | 5 | 2,000  | 26,500 | 6,625 |